# Arthur River
Arthur River é um município na parte norte da costa oeste da Tasmânia, Austrália. No censo de 2006, Arthur River e sua área próxima tinham uma população de 121 habitantes.